# Brotteaux
Brotteaux – stacja metra w Lyonie, na linii B. Stacja została otwarta 2 maja 1978.